# Vaticinia de Summis Pontificibus

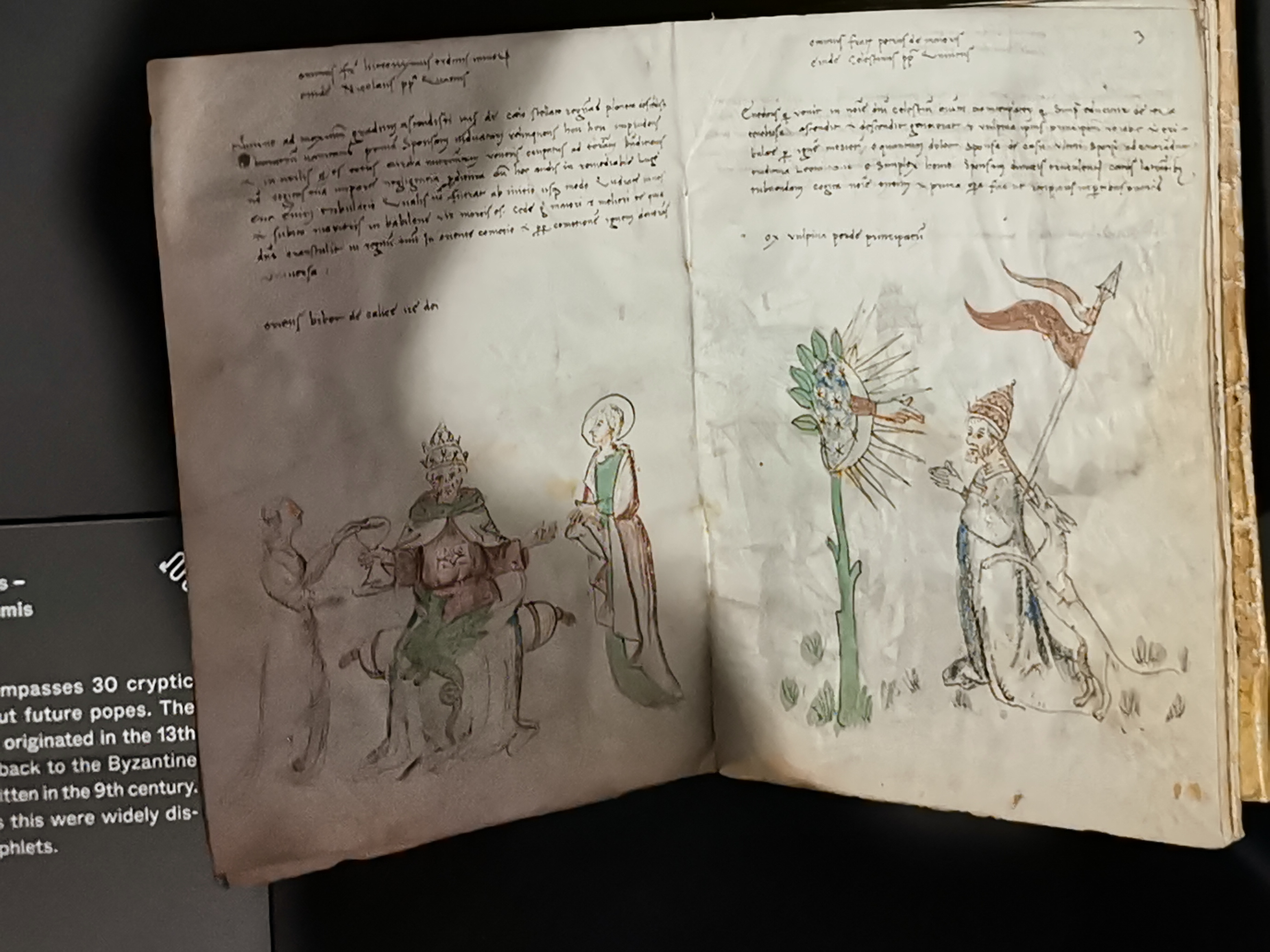
Papstprophetien — vaticinia de summis pontificibus (Doppelseite) Museo Nacional Germano

Vaticinia de Summis Pontificibus entre finales del siglo XIII y principios del XIV circuló una serie de profecías manuscritas relativas a los Pontífices Romanos, bajo el título de Vaticinia de Summis Pontificibus, texto en latín que reúne retratos y profecías concernientes a papas desde Nicolás III en adelante.

## Introducción
La serie, de unas treinta profecías, basada en los modelos griegos, fue "muy probablemente concebida para influir en las elecciones papales en curso", escrita en oposición a los Orsini y sus candidatos. 

### Genus nequam
La serie de profecías, conocida por su íncipit como las profecías  Genus nequam, procede de los Oráculos de Leo, una serie de profecías bizantinas del siglo XII que predecían la llegada de un emperador salvador destinado a restaurar la unidad del imperio. Sus poemas e iluminaciones a la témpera mezclan fantasías, lo oculto y crónicas en una cronología de los papas. Cada profecía consta de cuatro elementos: un enigmático texto alegórico, una ilustración emblemática, un lema y su atribución a un papa.

### Ascende calve
La serie fue ampliada con más profecías en el siglo XIV, con el incipit Ascende calve, escrito con un estilo imitativo del original, pero con un objetivo propagandista mucho más evidente. En la época del Concilio de Constanza (1414–1418) se unificaron ambas series con el nombre de Vaticinia de summis pontificibus y se atribuyeron erróneamente al místico calabrés Joaquín de Fiore, acreditándose así a un seudo-Joaquín. Existen unos cincuenta manuscritos de la colección íntegra.
Se realizaron numerosas reimpresiones de estas profecías.

### Vaticinia Ovvero Prophetie dell'Abbate Gioacchino sui Sommi Pontefici(Warburg, Londres)
Entre las muchas versiones, muy difundidas durante el Renacimiento, una destaca por el largo texto en italiano y latín, de fácil accesibilidad (aunque de difícil interpretación y reordenamiento, si en verdad existiese una posible interpretación), y es la litografía sobre láminas de cobre impresa por Pasqualino Regiselmo en 1589, escrita por el sacerdote franciscano Gabriele Barrio.